# Dicastero per il clero
Il Dicastero per il clero (in latino Dicasterium pro clericis) è uno dei 16 dicasteri della Curia romana.

## Storia
L'odierno Dicastero per il clero trae la sua origine dalla Congregazione del concilio, dicastero istituito da papa Pio IV (1559-1565) con la Costituzione apostolica Alias Nos del 2 agosto 1564 per vigilare sull'applicazione e l'osservanza dei decreti disciplinari del concilio di Trento.
Essa compare, con il titolo in latino Congregatio pro executione et interpretatione concilii Tridentini, fra le quindici Congregazioni curiali (nove riguardanti la Chiesa cattolica, sei il governo degli Stati pontifici) istituite da papa Sisto V con la costituzione apostolica Immensa Aeterni Dei del 22 gennaio 1588. Questo documento ne precisa ulteriormente i compiti: interpretare i decreti conciliari relativi alla disciplina della Chiesa; monitorare la regolarità dei concili provinciali e dei sinodi diocesani previsti dal Tridentino ed esaminare i loro Acta; verificare la periodicità delle visite ad limina dei vescovi e studiarne le relazioni; controllare l'osservanza dell'obbligo della residenza dei vescovi; attuare la riforma dei fedeli e del clero in tutto il mondo cattolico.
Il nome della congregazione si è poi semplificato in "Sacra Congregazione del concilio".
Successivamente, la congregazione conobbe diverse modifiche significative circa le sue attribuzioni. Con la costituzione Sancta synodus Tridentina del 12 dicembre 1634, papa Urbano VIII le tolse le competenze sulla residenza dei vescovi, attribuite alla nuova Congregazione super residentia episcoporum, a capo del quale vi era il cardinale vicario di Roma, coadiuvato dal segretario della Congregazione del concilio.
Nel 1740, con la costituzione Decet Romanum Pontificem, papa Benedetto XIV istituì la Congregazione sullo stato delle Chiese (super statu ecclesiarum) preposta all'esame dei rapporti dei vescovi nelle visite ad limina; tale dicastero, noto con il nome di "congregazione del concilietto", costituiva una sottosezione della Congregazione del concilio, di cui condivideva il prefetto e il segretario.
Contestualmente, la Congregazione vide accrescere le proprie competenze, relative alle cause d'annullamento dei matrimoni (1741) in concorrenza con il Tribunale della Rota Romana, e relative all'annullamento dei voti religiosi (1748) in concorrenza con la Congregazione dei vescovi e regolari. Tutti questi cambiamenti portarono alla necessità di una revisione delle competenze e delle attribuzioni della Congregazione del concilio e ad una sua riforma amministrativa, messa in atto da papa Pio VI il 27 novembre 1775 con il breve apostolico Sacrosanctam Tridentinam synodum.
Nel corso dell'Ottocento sopravvennero nuove modifiche nelle competenze della Congregazione. Infatti, con il moltiplicarsi dei concili provinciali, papa Pio IX optò per affidare l'esame degli Acta dei concili ad uno specifico dicastero, la "Congregazione per la revisione dei concili provinciali", istituita nel 1849 ma poi nuovamente riunita a quella del concilio nel 1908. Inoltre, nel 1879 papa Leone XIII unì alla Congregazione del concilio la Congregazione dell'immunità ecclesiastica, che aveva ormai perso d'importanza con l'affermarsi del diritto pubblico e della prassi dei concordati.
Nel 1908 papa Pio X operò una radicale riforma della Curia romana e dei suoi dicasteri con la costituzione Sapienti consilio del 29 giugno. La Congregazione del concilio fu mantenuta con la riformulazione delle sue competenze:
- doveva curare in modo particolare la disciplina del clero secolare e dei fedeli laici;
- monitorare l'osservanza dei precetti della Chiesa, in particolare il digiuno, l'astinenza, l'osservanza dei giorni festivi, e notificare le dispense previste dal diritto;[1] e tutto ciò che riguarda la conservazione e l'amministrazione dei beni temporali della Chiesa (sodalizi, unioni, opere, lasciti, benefici, ecc.);
- vigilare sulla regolarità dei concili provinciali e studiarne gli atti;[2]
- era tribunale competente e legittimo per le materie di sua pertinenza;
- infine alla Congregazione del concilio veniva annessa la soppressa Congregazione lauretana.[3]

Queste medesime disposizioni confluirono nel Codice di diritto canonico del 1917.
Con la riforma della Curia romana stabilita da papa Paolo VI con la costituzione apostolica Regimini Ecclesiae universae del 15 agosto 1967, entrata in vigore il 10 gennaio 1968, si decretò: "Affinché il nome corrisponda più adeguatamente all'attività, la Sacra Congregazione del Concilio in avvenire sarà chiamata Sacra Congregazione per il Clero".
Con lo stesso documento l'esame degli atti dei concili provinciali (e così anche degli atti delle conferenze episcopali) è stato trasferito alla competenza della Congregazione per i vescovi.
Le sue competenze sono state nuovamente fissate dalla costituzione apostolica Pastor Bonus, emanata da Giovanni Paolo II il 28 giugno 1988 e a sua volta modificata da papa Benedetto XVI il 16 gennaio 2013 con le lettere apostoliche in forma di motu proprio Ministrorum institutio e Fides per doctrinam, e da papa Francesco nel 2017 con il motu proprio Sanctuarium in Ecclesia.
Con la costituzione apostolica Praedicate evangelium del 19 marzo 2022 ha assunto l'attuale denominazione.

## Funzioni
L'ambito di competenza del dicastero è definito dagli articoli 113-120 della Praedicate evangelium.
È il dicastero che si occupa della promozione e del governo di tutto ciò che riguarda la formazione, la vita e il ministero dei presbiteri e dei diaconi sia del clero secolare diocesano sia delle comunità e ordini religiosi cattolici (eccetto, per questi ultimi, ciò che riguarda la loro vita come membri di tali comunità e ordini). Assiste i vescovi perché nelle loro diocesi siano coltivate col massimo impegno le vocazioni ai ministeri sacri e nei seminari, da istituire e dirigere a norma del diritto, gli alunni siano adeguatamente educati con una solida formazione sia umana e spirituale, sia dottrinale e pastorale. Vigila attentamente perché la convivenza ed il governo dei seminari rispondano pienamente alle esigenze dell'educazione sacerdotale ed i superiori e docenti contribuiscano, quanto più è possibile, con l'esempio della vita e la retta dottrina alla formazione della personalità dei ministri sacri. Promuove iniziative per l'aggiornamento intellettuale e pastorale del clero, vigila sui consigli pastorali e presbiterali, promuove un'adeguata distribuzione del clero nel mondo, vigila sulla conservazione e sull'amministrazione del patrimonio temporale della Chiesa, cura la congrua remunerazione, la previdenza per la invalidità e l'anzianità e l'assistenza sanitaria del clero.

## Cronotassi

### Prefetti
- Cardinale Carlo Borromeo † (2 agosto 1564 - 1565)
- Cardinale Francesco Alciati † (settembre 1565 - 20 aprile 1580 deceduto)
- Cardinale Filippo Boncompagni † (1580 - 9 giugno 1586 deceduto)
- Cardinale Antonio Carafa † (1586 - 1591)
- Cardinale Girolamo Mattei † (1591 - 1603)
- Cardinale Paolo Emilio Zacchia † (1604 - 31 maggio 1605 deceduto)
- Cardinale Francesco Maria Bourbon del Monte Santa Maria † (1606 - 1616)
- Cardinale Orazio Lancellotti † (1616 - 9 dicembre 1620 deceduto)
- Cardinale Roberto Ubaldini † (gennaio 1621 - 22 maggio 1623 ritirato)
- Cardinale Cosimo de Torres † (22 maggio 1623 - 1626 ritirato)
- Cardinale Bonifacio Bevilacqua Aldobrandini (1626-1627)
- Cardinale Fabrizio Verospi † (1627 - 27 gennaio 1639 deceduto)
- Cardinale Giovanni Battista Pamphilj † (1639 - 15 settembre 1644 eletto papa)
- Cardinale Francesco Cennini de' Salamandri (1644-1645)
- Cardinale Pier Luigi Carafa (1645-1655)
- Cardinale Francesco Paolucci † (9 aprile 1657 - 9 luglio 1661 deceduto)
- Cardinale Giulio Cesare Sacchetti † (28 luglio 1661 - 28 giugno 1663 deceduto)
- Cardinale Angelo Celsi † (1664 - 6 novembre 1671 deceduto)
- Cardinale Paluzzo Paluzzi Altieri degli Albertoni † (novembre 1671 - dicembre 1672 dimesso)
- Cardinale Vincenzo Maria Orsini di Gravina, O.P. (1673-1675)
- Cardinale Federico Baldeschi Colonna † (4 maggio 1675 - 4 ottobre 1691 deceduto)
- Cardinale Galeazzo Marescotti (10 maggio 1692 - dicembre 1695 ritirato)
- Cardinale Giuseppe Sacripante (1696-1700)
- Cardinale Bandino Panciatici † (4 dicembre 1700 - 21 aprile 1718 deceduto)
- Cardinale Pier Marcellino Corradini (1718-1721)
- Cardinale Curzio Origo (1721-1737)
- Cardinale Antonio Saverio Gentili † (20 marzo 1737 - 13 marzo 1753 deceduto)
- Cardinale Mario Mellini (1753-1756)
- Cardinale Giovanni Giacomo Millo † (16 dicembre 1756 - 16 novembre 1757 deceduto)
- Cardinale Clemente Argenvilliers † (dicembre 1757 - 23 dicembre 1758 deceduto)
- Cardinale Ferdinando Maria de Rossi † (28 settembre 1759 - 4 febbraio 1775 deceduto)
- Cardinale Carlo Vittorio Amedeo delle Lanze † (22 marzo 1775 - 23 gennaio 1784 deceduto)
  - Cardinale Lazzaro Opizio Pallavicini † (22 marzo 1775 - 23 febbraio 1785 deceduto) (pro-prefetto)
  - Cardinale Andrea Negroni † (23 febbraio - 1º luglio 1785 dimesso) (pro-prefetto)
- Cardinale Guglielmo Pallotta † (1º luglio 1785 - 21 settembre 1795 deceduto)
- Cardinale Tommaso Antici (1795-1798)
- Cardinale Filippo Carandini (1800 - 28 agosto 1810 deceduto)
- Cardinale Giulio Gabrielli † (26 luglio 1814 - 9 maggio 1820 ritirato)
- Cardinale Emmanuele De Gregorio † (6 maggio 1820 - 11 dicembre 1834 nominato officiale della Curia romana)
- Cardinale Vincenzo Macchi † (11 dicembre 1834 - 14 dicembre 1840 nominato cardinale vescovo di Palestrina)
- Cardinale Paolo Polidori † (27 luglio 1840 - 23 aprile 1847 deceduto)
- Cardinale Pietro Ostini (2 maggio 1847 - 4 marzo 1849 deceduto)
- Cardinale Angelo Mai † (1851 - 27 giugno 1853 nominato prefetto della Biblioteca Vaticana)
- Cardinale Antonio Maria Cagiano de Azevedo † (27 giugno 1853 - 26 settembre 1860 ritirato)
- Cardinale Prospero Caterini † (26 settembre 1860 - 28 ottobre 1881 deceduto)
- Cardinale Lorenzo Nina † (7 novembre 1881 - 25 luglio 1885 deceduto)
- Cardinale Luigi Serafini † (31 luglio 1885 - 19 giugno 1893 nominato segretario dei brevi apostolici)
- Cardinale Angelo Di Pietro † (28 giugno 1893 - 20 luglio 1902 nominato prefetto della Congregazione dei vescovi e regolari)
- Cardinale Vincenzo Vannutelli † (30 luglio 1902 - 15 dicembre 1914 nominato prefetto della Congregazione delle Cerimonie)
- Cardinale Casimiro Gennari † (20 ottobre 1908 - 31 gennaio 1914 deceduto)
- Cardinale Francesco di Paola Cassetta † (10 febbraio 1914 - 23 marzo 1919 deceduto)
- Cardinale Donato Raffaele Sbarretti Tazza † (28 marzo 1919 - 4 luglio 1930 nominato segretario della Congregazione del Sant'Uffizio)
- Cardinale Giulio Serafini † (4 luglio 1930 - 16 luglio 1938 deceduto)
- Cardinale Luigi Maglione † (22 luglio 1938 - 10 marzo 1939 nominato cardinale segretario di Stato)
- Cardinale Francesco Marmaggi † (14 marzo 1939 - 3 novembre 1949 deceduto)
- Cardinale Giuseppe Bruno † (16 novembre 1949 - 20 marzo 1954 nominato prefetto della Segnatura Apostolica)
- Cardinale Pietro Ciriaci † (20 marzo 1954 - 30 dicembre 1966 deceduto)
- Cardinale Jean-Marie Villot † (7 aprile 1967- 2 maggio 1969 nominato cardinale segretario di Stato)
- Cardinale John Joseph Wright † (23 aprile 1969 - 10 agosto 1979 deceduto)
- Cardinale Silvio Angelo Pio Oddi † (29 settembre 1979 - 9 gennaio 1986 ritirato)
- Cardinale Antonio Innocenti † (9 gennaio 1986 - 1º luglio 1991 nominato presidente della Pontificia commissione "Ecclesia Dei")
- Cardinale José Tomás Sánchez † (1º luglio 1991 - 15 giugno 1996 ritirato)
- Cardinale Darío Castrillón Hoyos † (15 giugno 1996 - 31 ottobre 2006 ritirato)
- Cardinale Cláudio Hummes, O.F.M. † (31 ottobre 2006 - 7 ottobre 2010 ritirato)
- Cardinale Mauro Piacenza (7 ottobre 2010 - 21 settembre 2013 nominato penitenziere maggiore)
- Cardinale Beniamino Stella (21 settembre 2013 - 11 giugno 2021 ritirato)
- Cardinale Lazarus You Heung-sik, dall'11 giugno 2021

### Segretari
- Giacomo Lanfredini (17 maggio 1731 - 24 marzo 1734)
- Carlo Alberto Guidobono Cavalchini (24 marzo 1734 - 9 settembre 1743)
- Giuseppe Alessandro Furietti (9 settembre 1743 - 24 settembre 1759)
- Giuseppe Simonetti (24 settembre 1759 - 18 luglio 1763)
- Filippo Maria Pirelli (18 luglio 1763 - 26 settembre 1766)
- Francesco Saverio de Zelada (26 settembre 1766 - 19 aprile 1773)
- Francesco Carrara (1º aprile 1775 - 14 febbraio 1785)
- Filippo Carandini (14 febbraio 1785 - 29 gennaio 1787)
- Giulio Gabrielli il Giovane (29 gennaio 1787 - 23 febbraio 1801)
- Emmanuele De Gregorio (30 dicembre 1807 - 8 marzo 1816)
- Giovanni Francesco Falzacappa (22 luglio 1816 - 10 marzo 1823)
- Antonio Domenico Gamberini (10 marzo 1823 - 19 dicembre 1825)
- Giuseppe Antonio Sala (dicembre 1825 - 30 settembre 1831)
- Giovanni Giuseppe Canali (30 settembre 1831 - 24 gennaio 1842 nominato vicegerente della diocesi di Roma)
- Girolamo d'Andrea (30 agosto 1845 - 18 marzo 1852)
- Angelo Quaglia (18 marzo 1852 - 27 settembre 1861)
  - Pietro Gianelli (30 settembre 1861 - 14 marzo 1868) (pro-segretario)
- Pietro Gianelli (14 marzo 1868 - 15 marzo 1875)
- Giacomo Cattani (27 aprile 1875 - 28 gennaio 1877)
  - Isidoro Verga (29 gennaio 1877 - 30 luglio 1878) (pro-segretario)
- Isidoro Verga (30 luglio 1878 - 10 novembre 1884)
- Beniamino Cavicchioni (11 gennaio 1900 - 22 giugno 1903)
  - Gaetano De Lai (19 giugno - 11 novembre 1903) (pro-segretario)
- Gaetano De Lai  (11 novembre 1903 - 16 dicembre 1907)
- Basilio Pompilj (31 gennaio 1908 - 27 novembre 1911 creato cardinale)
- Oreste Giorgi (7 dicembre 1911 - 4 dicembre 1916)
- Giuseppe Mori (8 dicembre 1916 - 11 dicembre 1922)
- Bernardo Colombo (1922-1923)
- Giulio Serafini (28 ottobre 1923 - 30 giugno 1930)
- Giuseppe Bruno (3 luglio 1930 - 18 febbraio 1946)
- Francesco Roberti (9 marzo 1946 - 15 dicembre 1958)
- Arcivescovo Pietro Palazzini (1º gennaio 1968 - 5 marzo 1973 creato cardinale diacono di San Girolamo della Carità)
- Arcivescovo Maximino Romero de Lema (21 marzo 1973 - 18 dicembre 1986 ritirato)
- Arcivescovo Gilberto Agustoni (18 dicembre 1986 - 2 aprile 1992 nominato pro-prefetto del Supremo tribunale della Segnatura apostolica)
- Arcivescovo Crescenzio Sepe (2 aprile 1992 - 3 novembre 1997 nominato segretario generale del Comitato del Grande Giubileo dell'Anno 2000)
- Arcivescovo Csaba Ternyák (11 dicembre 1997 - 15 marzo 2007 nominato arcivescovo di Eger)
- Arcivescovo Mauro Piacenza (7 maggio 2007 - 7 ottobre 2010 nominato prefetto del medesimo dicastero)
- Arcivescovo Celso Morga Iruzubieta (29 dicembre 2010 - 8 ottobre 2014 nominato arcivescovo coadiutore di Mérida-Badajoz)
- Arcivescovo Joël Mercier (8 gennaio 2015 - 1º ottobre 2021 ritirato)
- Arcivescovo Andrés Gabriel Ferrada Moreira, dal 1º ottobre 2021

### Segretari per i seminari
- Monsignore Pietro Gianelli (30 settembre 1861 - 14 marzo 1868 nominato segretario del medesimo dicastero)
- Monsignore Isidoro Verga (29 gennaio 1877 - 30 luglio 1878 nominato segretario del medesimo dicastero)
- Monsignore Beniamino Cavicchioni (22 ottobre 1895 - 11 gennaio 1900 nominato segretario del medesimo dicastero)
- Monsignore Gaetano De Lai (19 giugno 1903 - 11 novembre 1903 nominato segretario del medesimo dicastero)
- Arcivescovo Jorge Carlos Patrón Wong (21 settembre 2013 - 8 dicembre 2021 nominato arcivescovo di Jalapa)

### Sottosegretari
- Monsignore Silvio Fagiolo (? - 1953 dimesso)
- Monsignore Domenico Galletti (1953 - 1959 dimesso)
- Monsignore Ercole Crovella (1959 - 1966 dimesso)
- Monsignore Fiorenzo Romita (1966 - 1977 dimesso)
- Monsignore Guglielmo Zannoni (1977 - 1986 dimesso)
- Monsignore Milan Simcic (1986 - 1996 dimesso)
- Monsignore Antonio Silvestrelli (1996 - 2000 dimesso)
- Presbitero Mauro Piacenza (11 marzo 2000 - 13 ottobre 2003 nominato presidente della Pontificia commissione per i beni culturali della Chiesa)
- Monsignore Giovanni Carrù (5 novembre 2003 - 18 luglio 2009 nominato segretario della Pontificia commissione di archeologia sacra)
- Monsignore Celso Morga Iruzubieta (10 novembre 2009 - 29 dicembre 2010 nominato segretario del medesimo dicastero)
- Monsignore Antonio Neri (28 maggio 2011 - 5 giugno 2017 deceduto)
- Monsignore Andrea Ripa (12 settembre 2017 - 26 gennaio 2022 nominato segretario del Supremo tribunale della Segnatura apostolica)
- Presbitero Simone Renna, dal 9 febbraio 2022

### Sottosegretari aggiunti
- Presbitero Enrico Massignani, dal 12 marzo 2024
- Monsignore Eamonn McLaughlin, dal 12 marzo 2024